# Реакція Штаудінгера
Реакція Штаудінгера — це хімічна реакція органічного азиду з фосфіном або фосфітом, у результаті якої утворюється імінофосфоран. Вона відбувається за цією стехіометрією:
R3P + R'N3 → R3P=NR' + N2
Реакція була відкрита і названа на честь Германа Штаудінгера.

## Відновлення Штаудінгера
Відновлення проводиться в два етапи. Першу фосфініміно-утворюючу реакцію проводять за допомогою обробки азиду фосфіном. Проміжний продукт, наприклад трифенілфосфінфенілімід, потім піддають гідролізу з утворенням фосфіноксиду та аміну:
R3P=NR' + H2O → R3P=O + R'NH2
Загальне перетворення є м'яким методом відновлення азиду до аміну. Трифенілфосфін або трибутилфосфін використовуються найчастіше, утворюючи трибутилфосфіноксид або трифенілфосфіноксид як побічний продукт на додаток до бажаного аміну. Прикладом відновлення Штаудінгера є органічний синтез сполуки-вертушки 1,3,5-трис(амінометил)-2,4,6-тріетилбензолу.

### Механізм реакції
Механізм реакції зосереджений навколо утворення імінофосфорану шляхом нуклеофільного приєднання арил- або алкілфосфіну до кінцевого атома азоту органічного азиду та витіснення двоатомного азоту. Імінофосфоран потім гідролізується на другому етапі до аміну та побічного продукту у вигляді фосфіноксиду: